# 克里米亚苏维埃社会主义自治共和国 (1991年—1992年)

克里米亚苏维埃社会主义自治共和国地图

克里米亚苏维埃社会主义自治共和国（俄语：Крымская Автономная Советская Социалистическая Республика）是一个位于克里米亚半岛的政治实体，隶属于乌克兰苏维埃社会主义共和国，首府为辛菲罗波尔。它在苏联解体期间的1991年2月12日成立，前身是克里米亚州。1992年5月6日，改名为克里米亚共和国。